# Floer-homológia
A Floer-homológia a matematikában egy eszköz az alacsony dimenziós topológia és a szimplektikus geometria tanulmányozására. A Floer-homológia egy invariáns, ami a véges dimenziós Morse-homológia végtelen dimenziós analógjaként adódik. Az első verziót Andreas Floer vezette be az Arnold-sejtés bizonyításához a szimplektikus geometriában. Ezt ma Hamilton-féle Floer-homológiának nevezzük. Floer emellett a szimplektikus sokaságok Lagrange-részsokaságaira is kifejlesztett egy kapcsolódó elméletet. Floer harmadik konstrukciója a homológiacsoportokat zárt három dimenziós sokaságokkal kapcsolja össze a  Yang–Mills-funkcionál segítségével. Ezek és a belőlük levezethető konstrukciók alapvetőek a 21. század elejének topológiájában a szimplektikus, a kontakt, a három és a négy dimenziós sokaságok vizsgálatához.
A Floer-homológiát rendszerint úgy definiálják, hogy a vizsgált objektumot asszociálják egy végtelen dimenziós sokasággal, és egy rajta értelmezett valós értékű függvénnyel. A szimplektikus változatban ez a szimplektikus sokaság szabad huroktere a szimplektikus hatás függvénnyel. A három dimenziós sokaságoknál (instanton verzió) ez a sokaság SU(2)-kapcsolatainak tere  a Chern–Simons-funkcionállal. Informálisan, a Floer-homológia a végtelen dimenziós sokaságon értelmezett függvény Morse-homológiája. A Floer-lánckomplexust a függvény kritikus pontjai által kifeszített Abel-csoport alkotja, vagy a kritikus pontok egy halmaza. A lánckomplexus differenciálja a függvény gradiensének bizonyos kritikus pontokat összekötő folyamvonalainak száma.  A Floer-homológia ennek a lánckomplexusnak a homológiája.
Floer ötletei alkalmazhatók a gradiens folyamvonal-egyenleteknél. Ennek rendszerint valamilyen geometriai jelentése van, és analitikusan kezelhető. Szimplektikus esetben a huroktér egy útvonalának gradiens folyamegyenletének köze van egy henger leképezéséhez a vizsgált sokaságra, mégpedig annak a leképezésnek Cauchy–Riemann-egyenletének perturbáltja. A megoldásokat pszeudoholomorf görbéknek nevezik. A  Gromov-perturbációtétellel megmutatják, hogy a differenciál jóldefiniált és négyzete nulla, így a Floer-homológia alkalmazható. Instanton esetben a gradiens folyamegyenletek megegyeznek a valós egyenessel keresztezett sokaság Yang-Mills-egyenleteivel.

## Szimplektikus Floer-homológia
A szimplektikus Floer-homológia (SFH) a szimplektikus sokaságokhoz és a rajtuk definiált nem degeneratív szimplektomorfizmusokhoz kapcsolódó homológiaelmélet. Ha a szimplektomorfizmus Hamilton, akkor a homológia a szimplektikus sokaság szabad hurokterének univerzális fedésén definiált szimplektikus hatásfunkcionáljából adódik.
Itt a nem degeneratív azt jelenti, hogy az 1 nem sajátértéke egyik fixpont szimplektomorfizmusának deriváltjának sem. Ebből a feltételből következik, hogy a fixpontok izoláltak. Az SFH  azokkal a lánckomplexusokkal foglalkozik, amiket egy ilyen szimplektomorfizmus fixpontjai  generálnak, ahol a differenciál bizonyos pszeudoholomorf görbéket számol meg a valós egyenes és a szimplektomorfizmus leképezéstóruszának szorzatán. Ez szintén egy szimplektikus sokaság, de dimenziója kettővel több, mint az eredetié. A megfelelő majdnem komplex struktúra megválasztása érdekében a benne futó véges energiájú pontozott holomorf görbék henger alakban végződnek, és aszimptotikusak a lerképezéstórusz hurkaival, és megfelelnek a szimplektomorfizmus fixpontjainak. Relatív index definiálható a fixpontpárok között, és a differenciál azokat a holomorf hengereket számolja, amiknek relatív indexe 1.
Egy kompakt sokaság Hamilton-szimplektomorfizmusának szimplektikus Floer-homológiája izomorf a vizsgált sokaság szinguláris homológiájával. Így az adott sokaság Betti-számainak összege azt az alsó korlátot adja, amit az Arnold-sejtés egy változata megjósol egy nem degenerált szimplektomorfizmus fixpontjainak számára. Egy Hamilton-szimplektomorfizmus SFH-jának van egy szorzata, ami nadrágszerű; ez egy deformált cup szorzata, ami ekvivalens a kvantum kohomológiával.
Egy M sokaság kotangensbundléja esetén a Floer-homológia attól függ, hogy melyik hamiltonit választjuk, és attól, hogy a sokaság nem kompakt. A végtelenben kvadratikus hamiltoniakra a Floer-homológia az M szabad hurokterének szinguláris homológiája. Ezt már több alkalommal is bebizonyították, így Viterbo, Salamon–Weber, Abbondandolo–Schwarz, és Cohen. Vannak további műveletek a kotangensbundle Floer-homológiáján, amelyek megfelelnek a string topológia műveleteinek a vizsgált sokaság hurokterének homológiáján.
A homologikus tükörszimmetria-sejtés képletében is megjelenik a Floer-homológia, bár ezt elég gyötrelmes megmutatni. 

## PSS izomorfizmus
1996-ban  S. Piunikhin, D. Salamon és M. Schwarz összefoglalta azt, amit akkor a Floer-homológia és a kvantumkohomológia kapcsolatáról tudtak:
- Egy (M,ω) félpozitív szimplektikus sokaság hurokterének Floer-kohomológiacsoportjai természetesen izomorfak M közönséges kohomológia és egy alkalmas  Novikov-gyűrű tenzorszorzatával, ahol a  Novikov-gyűrű a fedő transzformációkkal áll kapcsolatban.
- Az izomorfizmus intertwines az M kohomológiájának kvantum cup szorzatát a Floer-homológia nadrágszorzatával.

A félpozitív és a kompakt tulajdonságoknak azért kell teljesülniük az M sokaságra, hogy legyen Novikov-gyűrű, és hogy egyaránt lehessen definiálni Floer-homológiát és kvantumkohomológiát. A félpozitív tulajdonsághoz a következőknek kell teljesülniük:
- {\displaystyle \langle [\omega ],A\rangle =\lambda \langle c_{1},A\rangle } minden A ∈ π2(M), ahol λ≥0 (M monoton)
- {\displaystyle \langle c_{1},A\rangle =0} minden A ∈ π2(M).
- A minimális N ≥ 0 Chern-szám, amit  {\displaystyle \langle c_{1},\pi _{2}(M)\rangle =N\mathbb {Z} } definiál, legalább  n − 2.

A szimplektikus M sokaság kvantumkohomológia-csoportja definiálható, mint M közönséges kohomológiájának tenzori szorzata a Λ Novikov-gyűrűvel, vagyis
{\displaystyle QH_{*}(M)=H_{*}(M)\otimes \Lambda .}
Ez a konstrukció magyarázza, hogy M majdnem komplex struktúrája és a Floer-homológiába vivő izomorfizmus függetlenül választható. Ez utóbbi ötlete a  Morse-elméletből és a pszeudoholomorf görbékből származik, aminek hátterében felismerhető a  Poincaré-dualitás a homológia és a kohomológia között.

## A három-sokaságok Floer-homológiája
A zárt három-sokaságokhoz több Floer-homológia is tartozik, amelyek a sejtések szerint ekvivalensek. Mindegyik három fajta homológiacsoportot ad, amelyek egy egzakt háromszögbe illeszkednek. Egy csomó egy három-sokaságban egy szűrést vezet be minden elmélet lánckomplexusán, amelyik lánchomológiájának típusa csomóinvariáns. Homológiáik hasonló formális tulajdonságoknak tesznek eleget, mint a kombinatorikusan definiált  Khovanov-homológia.
Ezek a homológiák kapcsolatban állnak a négy dimenziós sokaságok Donaldson- és Seiberg-invariánsaival, továbbá a szimplektikus négy-sokaságok Taubes-Gromov-invariánsaival. Az ezekben az elméletekben tanulmányozott megfelelő három-sokaságok homológiáinak differenciáljait abból a szempontból is vizsgálják, hogy mik a megoldásai a vonatkozó differenciálegyenleteknek  (Yang–Mills, Seiberg–Witten, és Cauchy–Riemann) a három-sokaság kereszt  R-en. A három-sokaságok Floer-homológiája célja lehet a határolt négy-sokaságok relatív invariánsainak, a zárt négy-sokaság invariánsainak ragasztási konstrukcióihoz; amely négy-sokaságok úgy keletkeztek, hogy határolt három-sokaságokat ragasztottak össze a határuknál. EZ már közel áll a topológiai kvantummező-elmélethez. A Heegaard-Floer-homológia szempontjából először a három-sokaságot definiálják, majd a négy-sokaság invariánsát ez alapján fejezik ki.
A három-sokaságok homológiái többféleképpen is kiterjeszthetők határos három-sokaságok homológiáivá: az egyik a sutured homológia, a másik a határos Floer-homológia. Ezek kapcsolatban állnak a három-sokaságok bizonyos ivariánsaival; a kapcsolatot két határos sokaság összeragasztásával keletkező három-sokaságok ragasztó képletei hozzák létre a Floer-homológia számára.
A kontakt struktúrával ellátott három-sokaságok Floer-homológiái a homológia egy kiemelt elemével is el vannak látva. Ezt Kronheimer és Mrowka ismerte fel a Seiberg–Witten esetben. A beágyazott kontakt homológia definiálásához szükséges megadni egy konkrét kontakt struktúrát, egyébként nem. A beágyazott kontakt homológiához lásd Hutchings.
Mindegyik elmélet egy saját a priori relatív fokrendszerrel van ellátva; ezek felemelhetők abszolút fokrendszerré., amelyek irányított két-sokaságok homotópiaosztályai. Ezt tudjuk a következő szerzőktől: Kronheimer és Mrowka (SWF), Gripp és Huang (for HF), és Hutchings (for ECH). Cristofaro-Gardiner megmutatta, hogy Taubes izomorfizmusa ECH és a Seiberg-Witten Floer-kohomológia között megőrzi az abszolút fokrendszert.

### Instanton Floer-homológia
Egy egy invariáns a három-sokaságok számára, ami a Donaldson-elmélethez kapcsolódik, és személyesen Floer vezette be. Megkapható, ha alkalmazzuk a Chern–Simons-funkcionált egy principális SU(2)-bundle kapcsolatterére. Kritikus pontjai lapos kapcsolatok, és folyamvonalai instantonok, azaz anti-önduális kapcsolatok a három-sokaság és a valós számegyenes keresztezésén. Az instanton Floer-homológia tekinthető a Casson-invariéns általánosításának, mivel a Floer-homológia Euler-invariánsa megegyezik a Casson-invariánssal.
Nem sokkal a Floer-homológia bevezetése után Donaldson észrevette, hogy a kobordizmusok leképezéseket indukálnak. Ez volt az első struktúra, ami később beilleszkedett a topologikus kvantummező-elméletbe.

### Seiberg–Witten–Floer-homológia
A Seiberg–Witten–Floer-homológia, avagy monopólus Floer-homológia egy homológiaelmélet sima három-sokaságokra, amelyek spinc strukturával vannak ellátva. Tekinthetjük a sokaságon levő U(1) kapcsolatain értelmezett Chern-Simons-Dirac-funkcionál Morse-homológiájának. Az asszociált gradiens folyamegyenlet megfelel a három-sokaság és a valós egyenes keresztezésén értelmezett  Seiberg-Witten-egyenletnek.  Ekvivalensen, a lánckomplexusok generátorai eltolásinvariáns megoldásai (monopólusai) ezeknek az egyenleteknek. A differenciál azokat a megoldást számolja, amelyek aszimptotikusak a végtelenben és a mínusz végtelenben invariáns megoldásokkal.
A  Seiberg-Witten-Floer-homológiát precízen  Peter Kronheimer és Tomasz Mrowka vezette be a  Monopoles and Three-manifolds című monográfiájában. Innen monopólus Floer-homológiaként is ismert. Taubes megmutatta, hogy izomorf a beágyazott kontakt homológiával. A három-gömbök racionális homológiájának alternatív SWF konstrukciója  Manolescu (2003) és Frøyshov (2010) konstrukciója, ami független a monopólusos konstrukciótól. 

### Heegaard-Floer-homológia
A Heegaard-Floer-homológia Ozsváth Péter és Szabó Zoltán szerint egy spinc-vel ellátott zárt három-sokaság invariánsa. A Lagrange-Floer homológiához hasonló konstrukcióval számítható a tér Heegaard-diagramja alapján. (Kutluhan, Lee & Taubes 2010) bizonyítása alapján a  Heegaard-Floer-homológia izomorf a  Seiberg-Witten-Floer homológiával. (Colin, Ghiggini & Honda 2011) bizonyította, hogy a Heegaard-Floer-homológia plusz verziója az irányítás megfordításával izomorf a beágyazott kontakt homológiával.
Egy három-sokaságban levő csomó egy szűrést indukál a Heegaard-Floer-homológiacsoportokon, és a szűréssel nyert homológiatípus egy sok mindenre használható csomóinvariáns, ami még az Alexander-polinomokat is kategorizálja. A csomók Floer-homológiáját egyrészt (Ozsváth & Szabó 2003), másrészt tőlük függetlenül  (Rasmussen 2003) definiálta. Erről tudjuk, hogy detektálja a csomó génuszát. A Heegaard-hasítás hálózati diagramjával a csomók Floer-homológiájára konstrukciót adott (Manolescu, Ozsváth & Sarkar 2009).
Az S^3  dupla fedésének egy csomó fölötti Heegaard Floer-homológiája kapcsolódik a Khovanov-homolóügia spektrális sorozatához.
A Heegaard-Floer-homológia kalap verzióját  (Sarkar & Wang 2010) írta le kombinatorikusan. A plusz és a mínusz verziókat, továbbá a négy-sokaságok kapcsolódó Ozsváth-Szabó-invariánsait (Manolescu, Ozsváth & Thurston 2009) írta le kombinatorikusan.

### Beágyazott kontakt Floer-homológia
A beágyazott kontakt Floer-homológia Michael Hutchings szerint a megkülönböztető másodlagos homológiával ellátott három-sokaságok egy invariánsa.  Clifford Taubes munkássága alapján izomorf a Seiberg–Witten-Floer-kohomológiával. Ebből következik, hogy a fordított irányítású Heegaard-Floer-homológiával is izomorf, ahogy  Kutluhan, Lee & Taubes 2010 és Colin, Ghiggini & Honda 2011 megmutatta. 
Tekinthető a Taubes-Gromov-invariáns kiterjesztésének, amiről ismert, hogy ekvivalens a Seiberg–Witten-invariánssal. Ez az invariáns zárt négy-sokaságokat bizonyos nem kompakt szimplektikus négy-sokaságokra képez. Konstrukciója analóg a szimplektikus mezőelmélettel, amiben bizonyos zárt Reeb-orbitok halmaza generálja. Differenciálja bizonyos holomorf görbéket számol, amik bizonyos zárt Reeb-orbitok halmazában végződnek. Technikailag különbözik az SFT-től, mivel Reeb-orbitok egy másik halmaza generálja, és nem számol meg minden holomorf görbét, aminek Fredholm-indexe 1, és végei adottak. A számolás topológiai feltételét az ECH-index adja; ebbőlé következően a görbék beágyazottnak tekinthetők.
A  Weinstein-sejtést Taubes bizonyította. EZ azt állítja, hogy minden kontakt három-sokaságnak van Reeb-orbitja, ha ECH-ja nem triviális. Taubes módszerei az ECH-n alapultak; a bizonyítás kiterjesztése izomorfizmust adott az ECH és az SWF között. Az ECH több konstrukciója is ezen alapul, így például a jóldefiniáltság is belátható.
Az ECH kontakt eleme egy kör, ami a Reeb-orbitok üres halmazával áll kapcsolatban.
A beágyazott kontakt homológia egy analógja definiálható egy felszín szimplektomorfizmusainak tóruszainak leképezéseire. Ezt periodikus Floer-homológiának nevezik, ami a szimplektikus Floer-homológiát terjeszti ki felszín szimplektomorfizmusokká. Általánosítva definiálható bármely stabil Hamilton-struktúrára a három-sokaságon; ahogy a kontakt struktúrák, a stabil Hamilton-struktúrák egy nem eltűnő vektormezőt definiálnak; ez a Reeb-vektormező. Hutchings és Taubes bizonyította rájuk a Weinstein-sejtést, azaz hogy mindig vannak zárt orbitjaik, kivéve ha lapos tóruszok tóruszait képezik le. 

## Lagrange-Floer-homológia
A Lagrange-Floer-homológia a szimplektikus sokaságok Lagrange-részsokaságainak metszetének homológiája. A két részsokaság metszéspontjai által generált lánckomplexus homológiája. Differenciálja a Whitney-körlemezeket számolja.
Ha  L0, L1 és L2 egy szimplektikus sokaság részsokaságai, alkkor a Lagrange-Floer-homológia szorzat alakú:
{\displaystyle HF(L_{0},L_{1})\otimes HF(L_{1},L_{2})\rightarrow HF(L_{0},L_{2}),}
ami a holomorf háromszögek megszámlálásával határozható meg. Azaz veszünk egy háromszöget, aminek csúcsai és élei a megfelelő metszéspontokra és Lagrange-részsokaságokra képeződnek.
Erről a témáról szólnak Fukaya, Oh, Ono, és Ohta cikkei; Lalonde és Cornea cikke a klaszterhomológiáról egy másik megközelítést ad. Két Lagrange-részsokaság Floer-homológiája nem mindig létezik; ha mégis, akkor megakadályozza, hogy egy Hamilton-izotópia a Lagrange-részsokaságot elszakítsa egymástól.
A Floer-homológia több esetben is a Lagrange-Floer-homológia speciális esete. Az M sokaság szimplektomorfizmusának  szimplektikus Floer-homológiája felfogható úgy, hogy a befoglaló sokaság M kereszt M, és a részsokaságok a szimplektomorfizmus átlója és grafikonja. A Heegaard-Floer-homológia konstrukciója szintén a Lagrange-Floer-homológia egy változatán alapul, ahol a homológiát teljesen valós részsokaságokra alkalmazzuk, és ezeket egy három-sokaság Heegaard-vágásával nyerjük.  Seidel-Smith és Manolescu egy láncinvariánst konstruált a Lagrange-Floer-homológia speciális esetére, ami a sejtések szerint megegyezik a kombinatokikusan definiált Khovanov-homológiával. 

### Atiyah–Floer-sejtés
Az Atiyah–Floer-sejtés összekapcsolja az instanton és a Lagrange-Floer-homológiát. 
Legyen Y egy három-sokaság  Heegaard-hasítással a {\displaystyle \Sigma } felület mentén. Ekkor {\displaystyle \Sigma } lapos kapcsolatai modulo gauge ekvivalencia egy 6g-6 dimenziós szimplektikus sokaság, ahol g a {\displaystyle \Sigma } nemszáma. A Heegard-hasításban {\displaystyle \Sigma } két három-sokasághoz tartozik. A lapos kapcsolatok tere modulo gauge ekvivalencia minden határos három-sokaságon  Lagrange-részsokasága {\displaystyle \Sigma } kapcsolatterének. Vehetjük e kettő Lagrange-Floer-homológiáját. Másként, vegyük az Y instanton Floer-homológiáját. Az Atiyah–Floer-sejtés azt állítja, hogy ez a két invariáns izomorf. (Salamon & Wehrheim 2008) egy számítógépes programmal próbálja bizonyítani a sejtést.

### Kapcsolat a tükörszimmetriával
Maxim Kontsevich  homologikus tükörszimmetria-sejtése egyenlőséget feltételez a  Calabi–Yau-sokaság Lagrange-részsokaságainak Lagrange-Floer-homológiája és a Calabi–Yau-sokaságon koherens nyalábok Ext csoportja között. Ebben a helyzetben érdemes a Floer-homológia helyett a Floer-lánccsoportokat venni. A nadrágszorzathoz hasonlóan pszeudoholomorf n-szögekből multikompozíciók építhetők. Ezek a kompozíciók eleget tesznek az {\displaystyle A_{\infty }}-relációknak, és alkotják a Fukaya kategóriát, ami az {\displaystyle A_{\infty }} kategóriájú szimplektikus sokaságok Lagrange-részsokaságának kategóriája.
Még pontosabban, a Lagragnge-részsokaságokat ellátjuk fokokkal és spin szerkezettel. Ezzel a fizikai szóhasználattal bránokat kapunk. A homologikus tükörszimmetria-sejtés szerint van egy származtatott  Morita-ekvivalencia a Calabi–Yau X Fukaya-kategóriája és a  dg kategória között, ami hsatárolt származtatott kategóriája a koherens tükörnyaláboknak, és ez fordítva is igaz.

## Szimplektikus mezőelmélet
Ez a kontakt sokaságok és a közöttük levő szimplektikus kobordizmusok invariánsa, amit először  Yakov Eliashberg, Alexander Givental és Helmut Hofer vizsgált. A szimplektikus mezőelmélet, és szuibkomplex, racionális szimplektikus mezőelmélet és a kontakt homológia differenciálalgebrák homológiájaként van definiálva, amiket a választott kontakt forma Reeb-vektormezőjének zárt orbitjai generálnak. A differenciál bizonyos holomorf görbéket számol a kontakt sokaság fölötti hengerben, ahol a triviális példák a zárt Reeb-orbitok fölötti hengerek elágazó fedései.
Ide tartozik a lineáris homológiaelmélet, amit hengeres vagy linearizált kontakt homológiának is neveznek, és amit néha kontakt homológiának rövidítenek, ha nem áll fenn az összetévesztés veszélye. Ennek lánccsoportjai vektorterek, amiket a zárt orbitok generálnak, és aminek differenciálja csak a holomorf hengereket számolja. Azonban mindez nem definiálható; akadályt jelentenek a holomorf körlemezek, és a reguláris és transzverszális eredmények hiánya. Ha a hengeres kontakt homológiának van értelme, akkor látható, hogy a szabad huroktéren a hatásfunkcionál (némileg módosított) Morse-homológiájának tekinthető, ami a hurok fölötti kontakt alfa forma integráljába küldi a hurkokat. A Reeb-orbitok ennek a funkcionálnak a kritikus pontjai.
Az SFT  egy kontakt sokaság Lagrange-részsokaságához annak egy további relatív invariánsát is hozzárendeli, amit relatív kontakt homológiaként ismernek. Generátorai Reeb-húrok, amelyek a Reeb-vektormezőnek a Lagrange-sokaságban kezdődő és végződő trajektóriái, és differenciálja bizonyos holomorf szalagokat számol a kontakt sokaság szimplektifikáltjában, amelyek végei aszimptotikusak a Reeb-húrokkal
Az SFT-ben a kontakt sokaságok helyettesíthetők szimplektomorfizmussal ellátott szimplektikus sokaságok leképezéstóruszaival. Míg a hengeres kontakt homológia jóldefiniált, és a szimplektikus sokaságok szimplektomorfizmusára alapul, a (racionális) szimplektikus mezőelmélet és kontakt homológia a szimplektikus Floer-homológia általánosításának tekinthető. Abban az esetben, amikor a szimplektomorfizmus egy időtől függő Hamilton-sokaság pillanatfelvétele, megmutatható, hogy a magasabb invariénsok nem hordoznak további információt.

## Floer-homotópia
A Floer-homológia konstrukciójának egyik módja az, hogy konstruálunk objektumokat, amelynek rendes homológiája a kívánt Floer-homológia. Más homológiaelméletek egy ilyen spektrumra további érdekes invariánsokat adnak. Ezt a stratégiát javasolta Ralph Cohen, John Jones, és Graeme Segal, és a Seiberg–Witten–Floer-homológia bizonyos eseteire (Manolescu 2003) és a Cohen-kotangensbundle  szimplektikus Floer-homológiájára. Ez volt az alapja Manolescu 2013-as konstrukciója Pin (2)-ekvivariáns Seiberg-Witten-Floer-homológiájának, amivel sikerült a háromszögsejtést elvetni öt és magasabb dimenziókra. 

## Analitikus megalapozás
A Floer-homológiák legtöbbjét nem konstruálták meg teljesen és matematikailag elvárható pontossággal. Technikai nehézségek adódnak, ha elkezdik analitikusan vizsgálni ezeket, különösen a pszeudoholomorf görbék kompaktifikált modulustereinek konstruálása közben. Azonban Hofer, Kris Wysocki és Eduard Zehnder a polifoldelméletük és az általános Fredholm-elmélet felhasználásával új analitikus alapokat teremtett. A polifoldelmélet még nem teljes, emiatt a gyakrabban használt esetekre egyszerűbb módszereket találtak ki. A két konstrukció között kapcsolatokat mutattak ki. 

## Számítása
A Floer-homológia többnyire nem számítható egyszerűen. Például a szimplektikus homológia összes felület szimplektomorfizmusára csak 2007-ben sikerült eljárást találni. A Heegaard-Floer-homológia sikertörténetnek tekinthető; az algebrai szerkezet segítségével három-sokaságok különféle osztályaira számítható, továbbá kombinatorikus algoritmusokat is találtak. Kapcsolódik az ismert invariánsokhoz, szerkezetekhez, és a három-sokaságok topológiájába is jobban be lehetett tekinteni. 

## Fordítás
- Ez a szócikk részben vagy egészben  a   Floer homology című angol Wikipédia-szócikk fordításán alapul.  Az eredeti cikk szerkesztőit annak laptörténete sorolja fel. Ez a jelzés csupán a megfogalmazás eredetét és a szerzői jogokat jelzi, nem szolgál a cikkben szereplő információk forrásmegjelöléseként.

### Könyvek
- Michael Atiyah (1988). „New invariants of 3- and 4-dimensional manifolds”. Proceedings of Symposia in Pure Mathematics 48, 285–299. o. DOI:10.1090/pspum/048/974342.
- Lectures on Morse Homology. Kluwer Academic Publishers (2004). ISBN 1-4020-2695-1
- Floer homology groups in Yang-Mills theory, Cambridge Tracts in Mathematics. Cambridge University Press (2002). ISBN 0-521-80803-0
- David A. Ellwood, Peter S. Ozsváth, András I. Stipsicz, Zoltán Szabó, eds. Floer Homology, Gauge Theory, And Low-dimensional Topology, Clay Mathematics Proceedings. Clay Mathematics Institute (2006). ISBN 0-8218-3845-8
- Monopoles and Three-Manifolds. Cambridge University Press (2007). ISBN 978-0-521-88022-0
- Introduction to Symplectic Topology. Oxford University Press (1998). ISBN 0-19-850451-9
- (2005) „Floer theory and low dimensional topology”. Bulletin of the American Mathematical Society 43, 25–42. o. DOI:10.1090/S0273-0979-05-01080-3.
- Morse Homology. Birkhäuser (1993)
- Fukaya Categories and Picard Lefschetz Theory. European Mathematical Society (2008). ISBN 978-3037190630

### Cikkek
- Colin, Vincent (2011). „Equivalence of Heegaard Floer homology and embedded contact homology via open book decompositions”. PNAS 108 (20), 8100–8105. o. DOI:10.1073/pnas.1018734108.
- Floer, Andreas (1988). „The unregularized gradient flow of the symplectic action”. Comm. Pure Appl. Math. 41 (6), 775–813. o. DOI:10.1002/cpa.3160410603.
- Floer, Andreas (1988). „An instanton-invariant for 3-manifolds”. Comm. Math. Phys. 118 (2), 215–240. o. DOI:10.1007/BF01218578. Project Euclid
- Floer, Andreas (1988). „Morse theory for Lagrangian intersections”. J. Differential Geom. 28 (3), 513–547. o.
- Floer, Andreas (1989). „Cuplength estimates on Lagrangian intersections”. Comm. Pure Appl. Math. 42 (4), 335–356. o. DOI:10.1002/cpa.3160420402.
- Floer, Andreas (1989). „Symplectic fixed points and holomorphic spheres”. Comm. Math. Phys. 120 (4), 575–611. o. DOI:10.1007/BF01260388.
- Floer, Andreas (1989). „Witten's complex and infinite dimensional Morse Theory”. J. Diff. Geom. 30, 202–221. o.
- Frøyshov, Kim A. (2010). „Monopole Floer homology for rational homology 3-spheres”. Duke Math. J. 155 (3), 519–576. o. DOI:10.1215/00127094-2010-060.
- Gromov, Mikhail (1985). „Pseudo holomorphic curves in symplectic manifolds”. Inventiones Mathematicae 82 (2), 307–347. o. DOI:10.1007/BF01388806.
- Hofer, Helmut (2007). „A General Fredholm Theory I: A Splicing-Based Differential Geometry”. J. Eur. Math. Soc. 9 (4), 841–876. o. DOI:10.4171/JEMS/99.
- Juhász, András (2008). „Floer homology and surface decompositions”. Geometry & Topology 12 (1), 299–350. o. DOI:10.2140/gt.2008.12.299.
- Kutluhan, Cagatay; Lee, Yi-Jen; Taubes, Clifford Henry (2010). "HF=HM I: Heegaard Floer homology and Seiberg–Witten Floer homology". arXiv:1007.1979 [math.GT]. {{cite arXiv}}: Invalid |ref=harv (help)
- Lipshitz, Robert; Ozsváth, Peter; Thurston, Dylan (2008). "Bordered Heegaard Floer homology: Invariance and pairing". arXiv:0810.0687 [math.GT]. {{cite arXiv}}: Cite has empty unknown parameter: |work= (help); Invalid |ref=harv (help)
- Manolescu, Ciprian (2003). „Seiberg–Witten–Floer stable homotopy type of three-manifolds with b1 = 0”. Geom. Topol. 7, 889–932. o. DOI:10.2140/gt.2003.7.889.
- (2009) „A combinatorial description of knot Floer homology”. Ann. of Math. 169 (2), 633–660. o. DOI:10.4007/annals.2009.169.633.
- Manolescu, Ciprian; Ozsváth, Peter; Thurston, Dylan (2009). "Grid diagrams and Heegaard Floer invariants". arXiv:0910.0078 [math.GT]. {{cite arXiv}}: Invalid |ref=harv (help)
- Ozsváth, Peter (2004). „Holomorphic disks and topological invariants for closed three-manifolds”. Ann. of Math. 159 (3), 1027–1158. o. DOI:10.4007/annals.2004.159.1027.
- Peter Ozsváth & Zoltán Szabó (2004). „Holomorphic disks and three-manifold invariants: properties and applications”. Ann. of Math. 159 (3), 1159–1245. o. DOI:10.4007/annals.2004.159.1159.
- Ozsváth, Peter; Szabó, Zoltán (2003). "Holomorphic disks and knot invariants". arXiv:math.GT/0209056. {{cite arXiv}}: Invalid |ref=harv (help)
- (2005) „On the Heegaard Floer homology of branched double-covers”. Adv. Math. 194 (1), 1–33. o. DOI:10.1016/j.aim.2004.05.008.
- Rasmussen, Jacob (2003). "Floer homology and knot complements". arXiv:math/0306378. {{cite arXiv}}: Invalid |ref=harv (help)
- Salamon, Dietmar (2008). „Instanton Floer homology with Lagrangian boundary conditions”. Geometry & Topology 12 (2), 747–918. o. DOI:10.2140/gt.2008.12.747.
- (2010) „An algorithm for computing some Heegaard Floer homologies”. Ann. of Math. 171 (2), 1213–1236. o. DOI:10.4007/annals.2010.171.1213.
- Hutchings (2009). „The embedded contact homology index revisited”. CRM Proc. Lecture Notes 49, 263–297. o.
- Taubes, Clifford (2007). „The Seiberg-Witten equations and the Weistein conjecture”. Geom. Topol. 11, 2117–2202. o. DOI:10.2140/gt.2007.11.2117.
- Symplectic Floer–Donaldson theory and quantum cohomology, Contact and Symplectic Geometry. Cambridge University Press, 171–200. o. (1996). ISBN 0-521-57086-7